# دودة البلوط
دودة البلوط حيوان نصفحبلي أي أن الحبل الظهري يتواجد في الجزء الأمامي من الجسم فقط.

## تكوين دودة البلوط
يتكون جسم دودة البلوط من ثلاثة أجزاء:
1. الخرطوم Probocis: يمثِّل مقدمة الجسم ويكون عادة بيضي الشكل.
2. الطوق Collar: جزء صغير فنجاني الشكل به فتحة الفم ويحتوي على مخ بدائي.
3. الجذع Trunk: وهو الجزء الأكبر من جسم الحيوان وينتهي بفتحة الشرج.